# Gremmendorf
Gremmendorf ist ein Stadtteil von Münster. Der Ort liegt im Südosten des Stadtgebietes, gehört zum Stadtbezirk Süd-Ost und hat 13.375 Einwohner, davon 6897 in Gremmendorf-West und 6478 in Gremmendorf-Ost (Stand 31. Dezember 2023). Er umfasst das Gebiet vom Dortmund-Ems-Kanal bis hin zum Großen Lodden und Hohen Ufer. Mit dem Albersloher Weg führt eine der großen städtischen Ausfallstraßen durch Gremmendorf. Er zerschneidet den Ort südöstlich der Bahnumfahrung von Münster in einen Ost- und einen deutlich größeren West-Teil. Zu letzterem Teil gehören flächenmäßig aber auch Gebiete nordwestlich der Bahnumfahrung und südöstlich des Dortmund-Ems-Kanals, inklusive des Gewerbegebiets Loddenheide.

## Geschichte
Gremmendorf ist wahrscheinlich weniger als 200 Jahre alt und somit eine der jüngeren Ortschaften Münsters. Auf einer zeitgenössischen Karte aus dem Jahr 1763 findet sich der Ort noch nicht. Entstanden ist er aus einer kleinen Siedlung um den Hof Gremme in der Bauerschaft Delstrup, die mit den Bauerschaften Geist und Mecklenbeck zur Landgemeinde Lamberti und zum Amt Sankt Mauritz gehörte.
Die kommunale Erweiterung Münsters im Jahr 1903 gliederte Delstrup in das Stadtgebiet ein. Am 1. Oktober 1903 wurde die Strecke Münster–Neubeckum der Westfälischen Landes-Eisenbahn mit einer Haltestelle am Erbdrostenweg in Betrieb genommen, die „Gremmendorf“ genannt wurde. Dieser Name verdrängte in den folgenden Jahren zunehmend die alte Bezeichnung Delstrup. 1905 ersetzte die neu errichtete Bahnhofsgaststätte „Waldesruh“ am Gremmendorfer Weg, später Haus Heuckmann, die erste Haltestelle.
In den folgenden Jahren entstanden um den Gremmendorfer Weg vermehrt Wohnhäuser. Seit 1920 unterschied man zwischen „Alt-Gremmendorf“ (Höfe um den Erbdrostenweg) und „Neu-Gremmendorf“ im Bereich des Gremmendorfer Wegs. Insbesondere die Umwidmung der Loddenheide in einen reinen Militärstützpunkt und der Bau der Luftnachrichtenkaserne am Albersloher Weg im Jahr 1936 begünstigten das Wachstum des Stadtteils. Nach dem Zweiten Weltkrieg wurden die Kasernen von der britischen Besatzungsmacht übernommen, die weitere Wohnhäuser für ihre Soldaten errichten ließ. Doch auch in „Alt-Gremmendorf“ nahm die Wohndichte kontinuierlich zu. Neue Häuser entstanden vorrangig am Albersloher Weg. Die Gebietsreform 1975 schlug das stark gewachsene Gremmendorf dem Stadtbezirk Süd-Ost zu.

## Statistik
Strukturdaten der Bevölkerung in Roxel am 31. Dezember 2020:

### Gremmendorf-West
- Bevölkerungsanteil der unter 20-Jährigen: 20,0 % (Münsteraner Durchschnitt: 17,4 %)[2]
- Bevölkerungsanteil der mindestens 60-Jährigen: 23,3 % (Münsteraner Durchschnitt 23,5 %)[3]
- Ausländeranteil: 16,4 % (Münsteraner Durchschnitt: 10,9 %)[4]

### Gremmendorf-Ost
- Bevölkerungsanteil der unter 20-Jährigen: 19,2 % (Münsteraner Durchschnitt: 17,4 %)[5]
- Bevölkerungsanteil der mindestens 60-Jährigen: 26,3 % (Münsteraner Durchschnitt 23,5 %)[6]
- Ausländeranteil: 7,1 % (Münsteraner Durchschnitt: 10,9 %)[7]

## Kultur
Kulturell bietet Gremmendorf einen Karnevalsverein, der sich K.-G. Pängelanton nennt. Daneben gibt es eine Niederdeutsche Heimat-Bühne und einen Sportverein, den SC Gremmendorf von 1946. Zu den herausragenden Persönlichkeiten des Ortes zählen Heinrich Löwe als Gründer und Hermann Treff als langjähriger Vorsitzender des Orts- und Schützenvereins, Otto Hersing als U-Boot-Kapitän des Ersten Weltkriegs sowie Franz und Josef Horstmann als Mitbegründer des SC Gremmendorf. Die St.-Ida-Kirche am Anton-Knubel-Weg, erbaut 1959, ist heute eine von vier Kirchen der römisch-katholischen Gemeinde St. Nikolaus. Der ehemalige Evangelische Kirchbauverein Gremmendorf engagierte sich seit 1930 für den Bau einer evangelischen Kirche, die 1952 als „Kapelle Münster-Gremmendorf“ im Grenzbereich der beiden ev. Gemeindeteile Gremmendorf und Angelmodde an der damaligen Friedensstraße (heute Zum Erlenbusch) errichtet wurde und bei der Einweihung den heutigen Namen Friedenskirche erhielt.

## Sehenswürdigkeiten und Stadtentwicklung
Das Wahrzeichen Gremmendorfs ist der „Pängelanton“. Diese alte Dampflokomotive steht an der Kreuzung von Albersloher Weg und Erbdrostenweg.
Ganz in der Nähe liegt die ehemalige britische York-Kaserne mit angrenzendem Sport- und Übungsplatz, die zusammen mit der Oxford-Kaserne in Gievenbeck ab November 2016 für einen Übergangszeitraum bis 2018 als Erstaufnahmeeinrichtung für Flüchtlinge mit bis zu 1.500 Plätzen durch das Bundesamt für Migration und Flüchtlinge (BAMF) für den Regierungsbezirk Münster genutzt wurde. Zuvor waren sie wie auch die Wartburg-Hauptschule ab 2015 bis Oktober 2016 als Notunterkünfte für Flüchtlinge genutzt worden. 2018 begannen die konkreten Vorbereitungen für die Konversion in ein Wohngebiet; Teile der Flächen der beiden Kasernengelände gingen im Sommer in das Eigentum der städtischen Wohnungsbaugesellschaft Wohn+Stadtbau über, der größte Teil ging in die neu gegründete Tochtergesellschaft der Stadt Münster KonvOY über. Im Dezember 2018 begannen die Arbeiten zur Bebauungsvorbereitung. Es soll auf beiden Kasernengeländen innerhalb der folgenden Jahre Wohnraum für 10.000 Menschen geschaffen werden, davon auf dem Gelände des sogenannten „York-Quartiers“ 1800 Wohneinheiten für über 6000 Menschen.
Das Ehrenmal am Gremmendorfer Weg erinnert an die im Krieg gefallenen Soldaten aus Gremmendorf. Am Volkstrauertag versammeln sich hier jedes Jahr die Vertreter der Vereine und der St.-Ida-Gemeinde, um der Kriegsopfer zu gedenken.

## Sonstiges
Zu den Besonderheiten des Orts zählt die Benennung der Straßen. Kaum ein Straßenname enthält tatsächlich das Wort „Straße“. Die meisten Namen enden auf „-weg“. Einige verweisen auf alte Orts- oder Flurnamen: „Delstrup“, „Vörnste Esch“, „Zur Mariengrotte“, „Am hohen Ufer“ oder „Ketteler Ort“. Ausnahmen bilden die Agathastraße und die Wolteringstraße.